# Arthur Wellin
Arthur Wellin (31 de octubre de 1880 – quizás 1941) fue un director y actor cinematográfico alemán, activo en la época del cine mudo.

## Biografía
Su verdadero nombre era Arthur Lewin, el cual cambió a edad temprana para ocultar sus raíces judías, y nació en Berlín, Alemania. Antes de la Primera Guerra Mundial actuó en diferentes teatros, como el Berliner Theater, el Teatro Schiller y el Neues Schauspielhaus. Además de actuar en Berín, Wellin también trabajó en provincias, siendo cantante en Tréveris.
A partir de 1913 trabajó también en el cine, como director y como cantante, intensificando su actividad en los años de la Primera Guerra Mundial. Wellin dirigió casi 20 producciones mudas hasta el año 1927, además de actuar en una quincena. Como director fue sobre todo conocido por las dos partes de Lederstrumpf. También atrajo la atención una serie de cinco películas dirigidas por él entre 1918 y 1920 en las que actuaba Alexander Moissi. Otro cineasta con el que Wellin colaboró fue el productor Rudolf Dworsky, copropietario de la compañía Amboß-Film.
Como actor teatral, entre otros lugares, en la temporada 1925/26 trabajó en el Volksbühne de Berlín. Poco antes de la llegada al poder de Adolf Hitler en 1933, hizo su único papel cinematográfico sonoro en el film Ganovenehre. Como judío, fue excluido de su trabajo artístico a partir de 1933, formando parte de la Jüdischer Kulturbund.
Lo último conocido de Wellin corresponde al año 1941. Fue transportado al Gueto de Łódź el 31 de octubre de 1941, desconociéndose cuándo y cómo murió.

## Selección de su filmografía

### Director
- 1913: Seine Karriere
- 1916: Verbrannte Flügel
- 1918: Der Ring der drei Wünsche
- 1918: Pique Dame
- 1919: Stiefkinder des Glücks
- 1919: Zwischen Tod und Leben
- 1919: Der junge Goethe
- 1919: Erborgtes Glück
- 1919: Der Saal der sieben Sünden
- 1919: Narrentanz der Liebe
- 1919: Treu der Jugend
- 1920: Lederstrumpf, 1.ª parte: Der Wildtöter und Chingachgook; 2.ª parte: Der letzte Mohikaner
- 1920: Schwarzwaldmädel
- 1920: Die Glücksfalle
- 1921: Das Attentat
- 1921: Das Verbrechen von Houndsditch
- 1927: Die leichte Isabell

### Actor
- 1913: Die Fächermalerin
- 1917: Das Bildnis des Dorian Gray
- 1929: Der Sträfling aus Stambul
- 1932: Ganovenehre. Ein Film aus der Berliner Unterwelt